# Liga národů UEFA 2022/2023 – finálový turnaj
Finálový turnaj Ligy národů UEFA 2022/23 byl závěrečným turnajem Ligy národů UEFA 2022/23, třetí sezóny mezinárodní fotbalové soutěže Ligy národů UEFA, které se účastní mužské národní týmy 55 členských asociací UEFA. Turnaj se konal od 14. do 18. června 2023 v Nizozemsku a zúčastnili se ho čtyři vítězové skupin Ligy A. Turnaj se skládal ze dvou semifinále, zápasu o třetí místo a finále, které určilo mistry Ligy národů UEFA 2022/23.
Francie byla obhájcem titulu, který získala ve finále v roce 2021. Ve své skupině však francouzská reprezentace skončila překvapivě až třetí a titul tedy nemohla obhajovat. 
Vítězem tohoto ročníku se stal tým Španělska, který ve finále zdolal Chorvatsko v penaltovém rozstřelu 5:4 poté, co zápas po základní hrací době i po prodloužení skončil výsledkem 0:0. Na třetím místě se podruhé v řadě umístila reprezentace Itálie, tentokrát v souboji o bronz porazila Nizozemsko 3:2.

## Formát
Finále Ligy národů se uskutečnilo v červnu 2023 a zúčastnili se ho čtyři vítězové skupin Ligy A. Tyto čtyři týmy budou v kvalifikaci na Mistrovství Evropy 2024 rozlosovány do skupin s pěti týmy (namísto skupin se šesti týmy), čímž se jim uvolní termín dvou zápasů pro finálový turnaj Ligy národů v červnu 2023.
Finálový turnaj se trval pět dní a hrál se vyřazovacím způsobem na jeden zápas: semifinále 14. a 15. června (v prvním z nich se představil hostitelský tým), zápas o třetí místo a finále tři dny po druhém semifinále, tedy 18. června 2023. Semifinálové dvojice byly určeny na základě otevřeného losování. Ve všech zápasech turnaje se používala technologie brankové čáry a VAR.
Ve finále Ligy národů, pokud je skóre na konci normální hrací doby vyrovnané:
- V semifinále a finále se hraje dalších 30 minut prodloužení. Pokud je skóre po prodloužení stále vyrovnané, rozhodne o vítězi penaltový rozstřel.
- V zápase o třetí místo se prodloužení nehraje a vítěze určuje penaltový rozstřel.

## Týmy
Čtyři vítězové skupin Ligy A kvalifikovaní do finálového turnaje Ligy národů.
| Skupina | Vítězové                         | Datum zajištění postupu | Předchozí účasti | Nejlepší umístění | Postavení v žebříčku Ligy Národů | Umístění v žebříčku FIFA | Umístění v žebříčku FIFA |
| Skupina | Vítězové                         | Datum zajištění postupu | Předchozí účasti | Nejlepší umístění | Postavení v žebříčku Ligy Národů | Září 2022                | Březen 2023              |
| ------- | -------------------------------- | ----------------------- | ---------------- | ----------------- | -------------------------------- | ------------------------ | ------------------------ |
| A1      | Chorvatsko                       | 25. září 2022           | 0 (první účast)  | —                 | 2.                               | 15.                      |                          |
| A2      | Španělsko                        | 27. září 2022           | 1 (2021)         | 2. místo (2019)   | 3.                               | 6.                       |                          |
| A3      | Itálie                           | 26. září 2022           | 1 (2021)         | 3. místo (2021)   | 4.                               | 7.                       |                          |
| A4      | Nizozemsko (očekávání hostitelé) | 25. září 2022           | 1 (2019)         | 2. místo (2019)   | 1.                               | 8.                       |                          |

## Výběr pořadatele
Hostitel je vybrán ze čtyř finalistů. UEFA požaduje, aby se turnaj hrál na dvou stadionech kategorie 4, z nichž každý má čistou kapacitu alespoň 30 000 míst. V ideálním případě by se stadiony měly nacházet ve stejném hostitelském městě nebo ve vzdálenosti do přibližně 150 kilometrů. UEFA předpokládá, že větší ze stadionů bude hostit první semifinále (s hostitelským týmem) a finále. Harmonogram podávání nabídek je následující:
- 28. února 2022: Oficiální výzva k podávání přihlášek
- 13. dubna 2022, 16:00 SELČ: Datum uzávěrky pro podání nabídky
- 13. dubna 2022: Zpřístupnění požadavků pro uchazeče
- květen 2022: Zahajovací seminář pro uchazeče
- červenec/srpen 2022: Technické výzvy k podání nabídek uchazečům
- 7. září 2022, 16:00 SELČ: Konečný termín pro předložení předběžné dokumentace k nabídkám
- 5. října 2022, 16:00 SELČ: uzávěrka pro předložení konečné dokumentace nabídky
- leden 2023: Oficiální potvrzení hostitele výkonným výborem UEFA

13. dubna 2022 UEFA oznámila, že o pořádání turnaje projevily zájem týmy ze skupiny 4, tedy Belgie, Nizozemsko, Polsko a Wales. Vítěz skupiny by se stal pořadatelem za předpokladu, že asociace předloží nabídky, které splňují požadavky UEFA. 25. září 2022 vyhrálo Nizozemsko skupinu A4, čímž bylo potvrzeno jako pořadatelská země, a to až do formálního schválení výkonným výborem UEFA.

## Los
Semifinálové dvojice byly určeny na základě veřejného losování po skončení skupinové fáze. Pro účely rozpisu byl hostitelský tým zařazen do prvního semifinále jako administrativní domácí tým. Administrativní domácí tým pro zápas o třetí místo i finále byl předem určen pro tým, který postoupil z prvního semifinále.

## Soupisky
Každý národní tým musel nejpozději deset dní před zahajovacím zápasem turnaje předložit soupisku 23 hráčů, z nichž tři museli být brankáři. Pokud se hráč zranil nebo onemocněl natolik vážně, že mu to zranění znemožnilo účast na turnaji před prvním zápasem, byl nahrazen jiným hráčem.

## Pavouk

#### Pavouk
|  | Semifinále | Semifinále       | Semifinále |  |  | Finále      | Finále           | Finále      |
|  |            |                  |            |  |  |             |                  |             |
|  | A4         | Nizozemsko       | 2          |  |  |             |                  |             |
|  | A1         | Chorvatsko (pp.) | 4          |  |  |             |                  |             |
|  |            |                  |            |  |  | A1          | Chorvatsko       | 0 (4)       |
|  |            |                  |            |  |  | A2          | Španělsko (pen.) | 0 (5)       |
|  | A3         | Itálie           | 1          |  |  |             |                  |             |
|  | A2         | Španělsko        | 2          |  |  | Třetí místo | Třetí místo      | Třetí místo |
|  |            |                  |            |  |  | A4          | Nizozemsko       | 2           |
|  |            |                  |            |  |  | A3          | Itálie           | 3           |

## Semifinále
| 14. června 2023 20:45 |                |                                                                 |                                                                       |
| Nizozemsko            | 2 : 4 (prodl.) | Chorvatsko                                                      | De Kuip, Rotterdam diváci: 39 359 rozhodčí: István Kovács ( Rumunsko) |
| Malen 34' Lang 90+6'  | Report         | Kramarić 55' (pen.) Pašalić 72' Petković 98' Modrić 116' (pen.) | De Kuip, Rotterdam diváci: 39 359 rozhodčí: István Kovács ( Rumunsko) |

| 15. června 2023 20:45 |        |                     |                                                                                |
| Španělsko             | 2 : 1  | Itálie              | De Grolsch Veste, Enschede diváci: 24 558 rozhodčí: Slavko Vinčić ( Slovinsko) |
| Pino 3' Joselu 88'    | Report | Immobile 11' (pen.) | De Grolsch Veste, Enschede diváci: 24 558 rozhodčí: Slavko Vinčić ( Slovinsko) |

## Zápas o 3. místo
| 18. června 2023 15:00      |        |                                    |                                                                             |
| Nizozemsko                 | 2 : 3  | Itálie                             | De Grolsch Veste, Enschede diváci: 21 292 rozhodčí: Glenn Nyberg ( Švédsko) |
| Bergwijn 68' Wijnaldum 89' | Report | Dimarco 6' Frattesi 20' Chiesa 72' | De Grolsch Veste, Enschede diváci: 21 292 rozhodčí: Glenn Nyberg ( Švédsko) |

## Finále
| 18. června 2023 |                |           |                                                                    |
| Chorvatsko      | 0 : 0 (prodl.) | Španělsko | De Kuip, Rotterdam diváci: 41 110 rozhodčí: Felix Zwayer ( Německo |
|                 | Report         |           | De Kuip, Rotterdam diváci: 41 110 rozhodčí: Felix Zwayer ( Německo |

|                                               |     | Penaltový rozstřel                           |  |
| Vlašić Brozović Modrić Majer Perišić Petković | 4–5 | Joselu Rodri Merino Asensio Laporte Carvajal |  |